# Philippe de Chérisey
Pour les autres membres de la famille, voir Famille de Chérisey.
Philippe Louis Henri Marie de Chérisey, né le 13 février 1923 dans le 9e arrondissement de Paris et mort le 17 juillet 1985 dans le 20e arrondissement de Paris, est un comédien et écrivain français.
Comme humoriste à la radio et acteur au théâtre et au cinéma, il est connu sous le pseudonyme d'« Amédée ». Comme écrivain, il s'est illustré dans la création de faux documents et dans l'élaboration d'un canular concernant l'histoire des Templiers.

## Biographie
Originaire d'une illustre et vieille famille de Lorraine, né à Paris le 13 février 1923, le (9e) marquis de Chérisey décide de devenir comédien contre la volonté de sa famille et intègre le cours Simon en 1946. Comme acteur de cinéma, Jeux interdits en 1952 reste le film le plus notable dans lequel il a joué — un second rôle, comme pour le reste de sa filmographie. À partir de 1953, il crée pour la radio en tandem avec Roland Dubillard les sketchs de « Grégoire et Amédée ». Écrits et interprétés par lui-même (sous le pseudonyme d'Amédée) ou son complice (sous celui de Grégoire), ces sketchs passent quotidiennement sur Paris Inter et remportent un grand succès qui rendent célèbres leurs deux auteurs. Ceux-ci en font un spectacle de cabaret, joué entre autres à La Tomate et à la Fontaine des Quatre Saisons (aujourd’hui Musée Mayol), jusqu’en 1955.
En marge de son métier de comédien, Philippe de Chérisey, qui passait beaucoup de temps dans les bibliothèques, s'amusa, dans l'esprit du dadaïsme à tendance ésotérique (ou en tant que surréaliste, membre qu'il fut du Collège de Pataphysique), à forger de faux documents pour son ami Pierre Plantard, le présentant comme descendant du roi Dagobert II. Il confectionna aussi pour ce dernier, dans le cadre de leur élaboration commune de la supercherie dite du Prieuré de Sion, liant Templiers et trésor de Rennes-le-Château, plusieurs « documents sur le Prieuré » qui furent déposés, avec ceux relatifs aux Mérovingiens, à la Bibliothèque nationale à Paris durant les années 1960 en tant que Dossiers secrets d'Henri Lobineau. Il fabriqua aussi deux parchemins, dits de l'abbé Saunière, reproduits en 1967 dans l'ouvrage ésotériquement fondateur de Plantard. Le « petit parchemin » fut copié du Codex Bezae, un manuscrit en latin et grec du Ve siècle dont Chérisey avait trouvé la reproduction d'un folio dans l'ouvrage de Fulcran Vigouroux, Dictionnaire de la Bible (tome premier, Paris : Letouzey et Ané Éditeurs, 1895). Chérisey avait trouvé ce texte via Vigouroux, car ce dernier était un prêtre en rapport avec l'église Saint-Sulpice, un des endroits qui avaient été définis comme faisant partie du mythe du Prieuré de Sion tel que Plantard et Chérisey l'avaient imaginé. Bien que polyglotte — parlant anglais, espagnol, latin et chinois —, Chérisey, qui n'était pas paléographe, fit quelques erreurs dans la copie du texte du Codex Bezae, de même que sa mémoire le trahit quand il déclara en 1979, en se trompant de référence : « Les parchemins ont été fabriqués par moi, j’ai pris le texte en onciale à la Bibliothèque nationale sur l’œuvre de dom Cabrol, L’Archéologie chrétienne » (s'il a certes aussi pu utiliser pour ses forgeries le Dictionnaire d'archéologie chrétienne et de liturgie de Ferdinand Cabrol et al., ce n'est pas là du moins qu'il avait trouvé la reproduction du Codex Bezae). Le « grand parchemin » aurait quant à lui, d'après l'enquête de l'émission d'information américaine qui s'y intéressa au début des années 1980, été inspiré par une édition de la Vulgate latine (John Wordsworth et Henry J. White éds, Novum Testamentum Domini Nostri Iesu Christi latine secundum sancti Hieronymi, Oxford : Clarendon Press, 1889–1954).
Philippe de Chérisey fut un mystificateur mais surtout un blagueur, amateur de jeux de mots et d'énigmes langagières. Le meilleur exemple se trouve dans son petit texte ésotérique parodique Circuit (1968), truffé de calembours. Plantard, lui, prenait tout cela beaucoup plus au sérieux, car ces mystifications servaient directement ses intérêts mythomaniaques, et un schisme épistémologique se produisit entre les deux hommes au milieu des années 1980, qui vit Chérisey choisir plutôt de se lier d'amitié avec Paul Rouelle, son dentiste[réf. nécessaire].
Philippe de Chérisey était sur le point de terminer plusieurs travaux – L'Encyclopédie du tréma et une biographie de Balzac, ouvrages à ce jour non publiés – quand il mourut à Paris  (20e), le 17 juillet 1985.
Au dire de son ami Paul Rouelle : « il a surtout réussi à faire ce que tant de nous rêvent de faire parfois : vivre son rôle au quotidien, devenir puis être son propre personnage dans un scénario qui, à l’époque, s’écrivait encore presque au jour le jour. À sa manière, c’était un philosophe de l’absurde, un adepte de la pataphysique, cette « science des solutions imaginaires qui accorde symboliquement aux linéaments les propriétés des objets décrits par leur virtualité », comme disait Alfred Jarry. Il en fut un expérimentateur exceptionnel, mais avec cette distance qui fait que l’entomologiste qui dissèque un papillon ne croit pas nécessairement au papillon ».

## Filmographie
- 1949 : Le Trésor des Pieds-Nickelés de Marcel Aboulker
- 1950 : Boîte de nuit de Alfred Rode - Ludovic
- 1950 : Pigalle-Saint-Germain-des-Prés de André Berthomieu - Albert
- 1950 : La Rue sans loi de Marcel Gibaud - Un jeune invité chez la comtesse de La Trille
- 1950 : Le Tampon du capiston de Maurice Labro - Fricoteau
- 1950 : La Dame de chez Maxim de Marcel Aboulker
- 1950 : Soldats d'eau douce ou Petit poisson deviendra grand de Jean Leduc (court métrage)
- 1951 : Le Plaisir de Max Ophüls - Frédéric, le serveur
- 1951 : Palais Royal de anonyme (court métrage) - Le narrateur
- 1952 : Jeux interdits de René Clément - Francis Gouard
- 1953 : C'est... la vie parisienne de Alfred Rode - Daniel
- 1953 : L'Esclave de Yves Ciampi - Bob Foulon
- 1954 : Zoé de Charles Brabant
- 1954 : Fantaisie d'un jour de Pierre Cardinal
- 1955 : Ce sacré Amédée de Louis Félix - Amédée
- 1955 : Gervaise de René Clément - Mes-Bottes, un copain de Coupeau
- 1955 : Marie-Antoinette reine de France de Jean Delannoy - Samson, le bourreau
- 1955 : Papa, maman, ma femme et moi de Jean-Paul Le Chanois - Un invité parlant automobile
- 1956 : Ah ! Quelle équipe de Roland Quignon
- 1956 : Fernand cow-boy de Guy Lefranc - L'homme aux cigares "farce et attrape"
- 1956 : Mon curé chez les pauvres de Henri Diamant-Berger
- 1956 : Porte des Lilas de René Clair - Paulo, un habitué du café
- 1956 : Si Paris nous était conté de Sacha Guitry - Un pêcheur
- 1957 : Un amour de poche de Pierre Kast - Maubru
- 1957 : Miss Pigalle de Maurice Cam + scénariste et dialoguiste - Le secrétaire
- 1957 : Sans famille d'André Michel - Un gendarme
- 1957 : Une nuit au Moulin Rouge de Jean-Claude Roy
- 1957 : Les Vendanges - "The vintage" de Jeffrey Hayden - Le père Marius
- 1958 : Maigret tend un piège de Jean Delannoy - L'inspecteur Alfonsi
- 1959 : La Jument verte de Claude Autant-Lara - Ernest Haudoin, le fils aîné d'Honoré
- 1959 : Vive le duc de Jean-Marc Landin et Michel Romanoff - Le metteur en scène de la pièce
- 1960 : Une aussi longue absence de Henri Colpi - Marcel Langlois
- 1963 : Concerto pour violoncelle de Monique Lepeuve (court métrage)
- 1964 : Yoyo de Pierre Etaix
- 1965 : L'Affaire de poissons de Jeanne Barbillon (court métrage) - Voix
- 1965 : La Vengeance d'une orpheline russe de Monique et Françoise Lepeuve (court métrage)
- 1968 : La princesse vous demande de Jean Delire (court métrage)
- 1972 : La Chambre rouge de Jean-Pierre Berckmans - Max
- 1973 : Le Far West de Jacques Brel
- 1975 : Quand les pavots refleurissent - "Dokter palder zaaitpapavers"  de Bert Haanstra - Kelner
- 1978 : Les anges et les démons de Maurice Rabinowicz - Le facteur
- 1980 : La Fuite en avant de Christian Zerbib - Paul Spire
- 1980 : De Witte van Sichem de Robbe De Hert - Le joueur de trombone
- 1982 : Le Jardinier récalcitrant de Maurice Failevic - Martin Blanchet
- 1983 : Lock de Maxime Debest - Le médecin